# Chu Lai Cường
Chu Lai Cường (tiếng Trung: 周来强; sinh năm 1949) là Trung tướng Không quân Quân Giải phóng Nhân dân Trung Quốc (PLAAF). Ông từng là Phó Tư lệnh Không quân Quân Giải phóng Nhân dân Trung Quốc.

## Tiểu sử
Chu Lai Cường sinh năm 1949, người Hoài An, tỉnh Giang Tô.
Ông từng đảm nhiệm chức phi công Sư đoàn 1 Lực lượng Hàng không Không quân, Trung đoàn trưởng Phi hành Không quân, Phó Sư đoàn trưởng Sư đoàn Hàng không, Phó Trưởng Ban Tác chiến Bộ Tư lệnh Không quân, Trưởng Ban Tác chiến Bộ Tư lệnh Không quân, Trợ lý Tham mưu trưởng Không quân Quân Giải phóng Nhân dân Trung Quốc và Tư lệnh Căn cứ Vũ Hán Không quân.
Tháng 12 năm 2000, Chu Lai Cường được bổ nhiệm làm Phó Tham mưu trưởng Không quân Quân Giải phóng Nhân dân Trung Quốc.
Tháng 7 năm 2004, ông được bổ nhiệm giữ chức Phó Tư lệnh Quân khu Thẩm Dương kiêm Tư lệnh Không quân Quân khu Thẩm Dương thay cho ông Hứa Kỳ Lượng. Tháng 7 năm 2005, ông được thăng quân hàm Trung tướng Không quân.
Tháng 8 năm 2012, ông được bổ nhiệm làm Phó Tư lệnh Không quân Quân Giải phóng Nhân dân Trung Quốc thay cho ông Cảnh Văn Xuân, người đã đạt tới tuổi nghỉ hưu bắt buộc.
Năm 2013, ông giải ngũ.